# ティンティンTOWN!
『ティンティンTOWN!』（ティンティンタウン）は、日本テレビ系列局ほかで放送された日本テレビ製作の子供向け番組。製作局の日本テレビでは2002年7月5日から2004年3月26日まで放送された。
かつて存在していた番組公式サイトでは、『おはよう!こどもショー』以来21年振りの子供向け番組という触れ込みで宣伝されていたが、実際には1980年～1988年に『おはよう!サンデー』が、1988年頃に『とんでけグッチョンパ』との子供向け番組がそれぞれ放送されている。

## 放送局・放送時間
| 放送対象地域 | 放送局               | 系列           | 放送時間 |
| ------------ | -------------------- | -------------- | --- |
| 関東広域圏   | 日本テレビ（製作局） | 日本テレビ系列 | 毎週金曜 16:00 - 16:30                                                                                                   |
| 北海道       | 札幌テレビ           | 日本テレビ系列 | 毎週土曜 10:00 - 10:30                                                                                                   |
| 宮城県       | ミヤギテレビ         | 日本テレビ系列 | 毎週土曜 10:00 - 10:30 （2003年1月 - 9月） 毎週日曜 07:00 - 07:15 （2003年10月 - 12月）                                  |
| 秋田県       | 秋田放送             | 日本テレビ系列 | 毎週木曜 15:55 - 16:25                                                                                                   |
| 福島県       | 福島中央テレビ       | 日本テレビ系列 | 毎週日曜 06:00 - 06:15                                                                                                   |
| 中京広域圏   | 中京テレビ           | 日本テレビ系列 | 毎週土曜 11:45 - 12:00 （2003年4月 - ）                                                                                  |
| 長崎県       | 長崎国際テレビ       | 日本テレビ系列 | 毎週木曜 24:55 - 25:25                                                                                                   |
| 熊本県       | くまもと県民テレビ   | 日本テレビ系列 | 毎週日曜 07:30 - 08:00                                                                                                   |
| 栃木県       | とちぎテレビ         | 独立UHF局      | 毎週日曜 17:30 - 18:00                                                                                                   |
| 埼玉県       | テレ玉               | 独立UHF局      | 毎週土曜 18:00 - 18:30 （2004年11月 - ） 毎週月曜 18:30 - 19:00 （2005年4月 - ） 毎週日曜 18:30 - 19:00 （2006年4月 - ） |
| 千葉県       | チバテレビ           | 独立UHF局      | 毎週木曜 17:30 - 17:45 （2005年2月 - ）                                                                                  |

## 出演者
- モーニング娘。
  - 矢口真里
  - 辻希美
  - 加護亜依
  - 高橋愛
  - 新垣里沙
  - 安倍なつみ
- 松浦亜弥
- マギー審司 - 「プリンセス☆アヤヤのハッピーマジック」のコーナーで「マギマギ先生」役で出演。
- 町田浩徳（日本テレビアナウンサー） - 「スイーツじぞぽん!ゲラゲラ茶屋」のコーナーで「町田町蔵」役で出演。

## 主なコーナー
- スイーツじぞぽん!ゲラゲラ茶屋 - ジョーダンズ、山崎邦正、カラテカ、長井秀和、おぎやはぎ、スピードワゴン、エレキコミック、いつもここから、はなわ、なかやまきんに君、ドランクドラゴン、きぐるみピエロ、アメリカザリガニ、メグちゃん、パペットマペット、こんらんチョップ、江戸むらさき、Bコースなどが出演した。
- マリー&リサのおしゃれ★ラボ
- なっちのはじまりタイムスリップ
- プリンセス☆アヤヤのハッピーマジック
- デルモとマリのマドモワゼルハウス
- じぞぽん!(お悩み相談)
- ヘラクレス愛ちゃんの一発!ウラガエシ!(いろいろなものの裏側を紹介)
- 安倍なつみの童謡教室 いっしょにうたおう(童謡)

### CGアニメ「リリパット王国」
コーナードラマ、特に人気が高く、ソフト化やゲーム化、玩具展開などが行われた。
背丈10センチほどの小さきものの王国がある異世界のモーニング村に住む魔法のような不思議な力が使えるリリモニ達の物語。
リリモニのなっち、ごっつあん、よっすぃー、あいぼんの4人は魔法使いドラセナの陰謀で国王の秘密の花園を侵した罪で人間界に追放された。4人は萩原麻衣ちゃんの家のドールハウスにて暮らす事になるが、そんな彼女達は麻衣の願いを7つかなえたら王国へ帰れるというのであるが･･･（第1期ストーリー）。
CGアニメとされるが、1期目はリリモニたちが人間界に来るという展開で、実写ドラマとの特撮作品の趣が強かったが、2期目以降はリリパット王国内の出来事に終始し（一度だけ人間界にリリモニが出現し、モーニング娘。のライブを見に行っている）文字通りCGアニメの体裁になっている。
スタッフ
- 脚本：栗山緑
- アートディレクター・キャラクター設定：成田博志
- 美術設定：石塚直子
- CG製作：斉藤利紀、香川須美子、髙橋渉、益田英子
- 演出・プロデュース：菅野嘉則

主な出演者（声優）
- なっち：安倍なつみ
- あいぼん：加護亜依
- まりっぺ：矢口真里
- あいちゃん：高橋愛
- ムスカリ国王、シオン&シラン：岩田光央
- 萩原麻衣：萩原舞（実写パート）
- 鈴木愛理（実写パート）
- 岡井千聖（実写パート）
- めぐみちゃん：村上愛（実写パート）

## スタッフ
- 構成 - ヒロハラノブヒコ、堀江利幸
- ディレクター - 田仲芳幸
- 総合演出 - 三觜雅人
- プロデューサー - 磯野太、下田明宏
- チーフプロデューサー - 桜田和之
- 企画・プランナー - 雨宮秀彦
- 制作・著作 - 日本テレビ（初回 - 2003年6月） → 日テレ（2003年7月 - 最終回）

## 雑誌掲載
講談社発行の少女漫画誌『なかよし』および幼児向け雑誌『たのしい幼稚園』に掲載された。『なかよし』では一部コーナーのコミカライズを行い、『たのしい幼稚園』では「安倍なつみ先生の童謡教室 いっしょにうたおう」をレギュラーで取り上げていた。また、不定期でこの番組全体の特集や「リリパット王国」を掲載していた。

## 関連商品

### DVD
- リリモニ／リリパット王国 Vol.1
- リリモニ／リリパット王国 Vol.2
- リリモニ／リリパット王国 Vol.3
- リリモニ／リリパット王国 Vol.4
- リリモニ／リリパット王国 Vol.5

「ティンティンTOWN!」の紹介映像も収録している。

### 書籍
- 安倍なつみせんせいのどうようきょうしつ いっしょにうたおう! （2003年8月発売、講談社、ISBN 4061046969）

### ゲーム
- リリパット王国 〜リリモニといっしょプニ!〜（2004年2月12日発売、セガ、ゲームボーイアドバンス）

### グッズ
- ティンティンTOWN! トレーディングカード（エポック社）
- リリモニフレンズ・ポーチ（エポック社）
- ティンティンTOWN! ステーショナリーグッズ